# Oblivion. Planeta uitată
a nu se confunda cu Planeta uitată, un roman de Murray Leinster
Oblivion. Planeta uitată (denumire originală Oblivion) este un film SF american din 2013, co-scris, produs și regizat de Joseph Kosinski. Este bazat pe un roman grafic omonim editat de Radical Comics. În rolurile principale interpretează actorii Tom Cruise, Olga Kurylenko, Andrea Riseborough, Morgan Freeman, Melissa Leo, Zoë Bell și Nikolaj Coster-Waldau. Inițial, premiera filmului a fost programată la 10 iulie 2013. Deoarece premiera 3D a filmului Jurassic Park era stabilită pentru 19 iulie 2013, premiera acestui film a fost mutată pe 19 aprilie 2013. Potrivit regizorului Kosinski, Oblivion este un omagiu al filmelor SF din anii 1970.

## Prezentare
2077: După o invazie extraterestră (a unei rase numită Scavengeri) care a avut loc cu șaizeci de ani mai devreme și care a distrus Luna și aproape a distrus Pământul, Jack Harper (Tom Cruise) este Tech 49, unul dintre ultimii oameni staționați pe planetă. El trăiește la mii de metri deasupra Pământului, alături de Victoria (Andrea Riseborough), ofițer de comunicații și în același timp iubita sa. Cei doi fac parte dintr-o operațiune de extragere a resurselor rămase ale planetei, în special apa. Se presupune că Jack și Victoria nu au nici o amintire din trecut, deoarece li s-a făcut o ștergere obligatorie a memoriei cu cinci ani în urmă. Ei sunt acum în contact cu civilizația terestră prin intermediul unei legături video cu comandantul lor, Sally (Melissa Leo). Peste două săptămâni trebuie să se alăture restului omenirii refugiate pe satelitul Titan. Jack suferă de vise repetate și flashback-uri din New York-ul de dinainte de invazie, vise cu o femeie necunoscută. Misiunea lui Jack este să repare dronele distruse de rămășițe ale armatei Scavengerilor. Dronele sunt mașini aeriene care cutreieră pentru a distruge rezistența extraterestră rămasă.

## Distribuție
- Tom Cruise este Comandantul Jack Harper, unul dintre ultimii oameni rămași pe Pământ. El repară dronele care patrulează prin atmosferă pentru a proteja planeta de extratereștri.[17]
- Morgan Freeman este Malcolm Beech, conducătorul rezistenței de pe Pământ.[18]
- Olga Kurylenko este Julia Rusakova, o femeie astronaut și soția lui Jack.
- Andrea Riseborough este Victoria Olsen, asistenta lui Jack.
- Nikolaj Coster-Waldau este Sykes, membru al rezistenței, puternic luptător și expert în arme.[19]
- Melissa Leo este Sally, șefa misiunii de control care comunică cu Jack și Victoria.
- Zoë Bell este Kara, o femeie din rezistență.

## Lansare
Oblivion a avut premiera în Dublin la 3 aprilie 2013 și la Hollywood pe 10 aprilie la Dolby Theatre unde Tom Cruise a anunțat personal înainte de premieră că filmul este de fapt prima producție care va beneficia complet „de la început până la sfârșit”  de sunet surround Dolby Atmos.

## Coloana sonoră
Coloana sonoră a filmului Oblivion a fost lansată la 9 aprilie 2013 de Back Lot Music.

### Lista melodiilor
| Nr.             | Titlu                                | Lungime |  |
| 1.              | „Jack's Dream”                       | 1.22    |  |
| 2.              | „Waking Up”                          | 4.09    |  |
| 3.              | „Tech 49”                            | 5.58    |  |
| 4.              | „Starwaves”                          | 3.41    |  |
| 5.              | „Odyssey Rescue”                     | 4.08    |  |
| 6.              | „Earth 2077”                         | 2.22    |  |
| 7.              | „Losing Control”                     | 3.56    |  |
| 8.              | „Canyon Battle”                      | 5.57    |  |
| 9.              | „Radiation Zone”                     | 4.11    |  |
| 10.             | „You Can't Save Her”                 | 4.56    |  |
| 11.             | „Raven Rock”                         | 4.33    |  |
| 12.             | „I'm Sending You Away”               | 5.38    |  |
| 13.             | „Ashes of Our Fathers”               | 3.30    |  |
| 14.             | „Temple of Our Gods”                 | 3.14    |  |
| 15.             | „Fearful Odds”                       | 3.09    |  |
| 16.             | „Undimmed by Time, Unbound by Death” | 2.26    |  |
| 17.             | „Oblivion (feat. Susanne Sundfør)”   | 5.56    |  |
| Lungime totală: | Lungime totală:                      | 69:06   |  |